# Ennio Remondino
Ennio Remondino (Genova, 1º novembre 1945) è un giornalista italiano.

## Biografia
Comincia il suo percorso professionale al quotidiano genovese Il Secolo XIX negli anni settanta; nel 1977 entra nella redazione regionale ligure della Rai, quindi passa al TG1, dove si occupa inizialmente di giornalismo investigativo.
In questo periodo le sue inchieste vertono su argomenti scottanti come Brigate Rosse, Mafia e stragismo; tra i suoi servizi merita menzionare l'intervista a Licio Gelli, al momento della sua estradizione in Italia dal carcere svizzero di Champ Dollon (17 febbraio 1988).
Nella puntata di Speciale TG1 del 21 marzo 1988  viene trasmessa un'intervista, destinata a divenire celebre, concessa a Remondino da Renato Curcio, Mario Moretti e Barbara Balzerani durante una pausa del Processo Moro Ter. In questo incontro viene annunciato il cosiddetto "superamento della lotta armata": si tratta della presa d'atto "ufficiale" della fine dell'esperienza brigatista, da parte di tre dei suoi "capi storici", poiché secondo questi ultimi, al tempo erano ormai venuti meno i presupposti culturali e politici che l'avevano generata durante gli anni della contestazione.
All'inizio dell'estate del 1990 (28 giugno - 2 luglio) sul TG1 compare un'inchiesta in 4 parti realizzata da Remondino su incarico di Roberto Morrione, allora Capo redazione cronaca: partendo da un'intervista a Stoccolma al giornalista svedese Ölle Alsen, l'inviato italiano fa luce su un probabile complotto internazionale, da cui sarebbe scaturito l'omicidio del premier svedese Olof Palme, alla realizzazione del quale avrebbero preso parte personaggi vicini a Licio Gelli. 
Le dichiarazioni ottenute, durante un soggiorno sul suolo americano, da parte di Barbara Honegger, ex appartenente allo staff dell'amministrazione Reagan, nonché di Ibrahim Razin (alias Oswald LeWinter) e Richard Brenneke, rispettivamente ex agente e collaboratore esterno della CIA, sembreranno portare conferme in tal senso, nonché ad ulteriori rivelazioni, inerenti ai rapporti operativi e agli ingenti finanziamenti intercorsi tra i servizi segreti statunitensi e la P2 nei venti anni precedenti, con precisi riferimenti alla strategia della tensione.
Tramite Brenneke ottiene pure copia di un'enorme mole di materiale documentario che, appena rientrato in Italia, gli verrà sequestrato giudiziariamente dalla magistratura e dalle forze dell'ordine.
L'indagine giornalistica (della quale un'ulteriore quinta parte viene trasmessa il 31 luglio successivo) scatenerà un acceso dibattito politico sui mass media ed in Parlamento, che avrà come conseguenza quasi immediata le dimissioni dal TG1 del direttore Nuccio Fava (8 agosto), ma alcuni mesi dopo porterà pure alla prime rivelazione ufficiali sull'esistenza di Gladio, da parte dei vertici istituzionali del tempo.
Remondino diventa subito dopo un inviato di guerra per il servizio pubblico italiano, trascorrendo più di dieci anni della sua successiva carriera come corrispondente dai fronti di alcuni dei principali eventi bellici esteri, che segneranno quegli anni: inizialmente la guerra del Golfo, cui seguiranno servizi dalle "zone calde" del conflitto nei balcani, della guerra del Kosovo quindi di Afghanistan, Palestina e Libano.
Nell'estate del 1994 realizza per Rai 3 uno speciale intitolato Le verità dei due padrini (in onda l'11 dicembre successivo alle 21:50), nel quale mette a confronto le interviste realizzate rispettivamente ai boss Gaetano Badalamenti e Tommaso Buscetta sui rapporti tra Mafia e politica italiana.
Durante i vari conflitti della penisola balcanica diviene inoltre responsabile degli uffici Rai a Belgrado per sette anni, cui seguiranno analoghi incarichi di circa un anno a Gerusalemme e Il Cairo, il ruolo di corrispondente da Berlino per un biennio, infine negli ultimi anni la direzione della sede di Istanbul.
Nel 1999 ha ricevuto il Premio Colombe d'Oro per la Pace da parte dell'Istituto di Ricerche Internazionali Archivio Disarmo.
Il 4 luglio 2000 il giornalista viene convocato in audizione ufficiale dalla Commissione stragi, prendendo così parte alla 72ª Seduta della stessa come autorevole testimone, a causa della sua esperienza professionale su vicende riguardanti il terrorismo rosso, la strategia della tensione e la P2.
L'11 novembre del 2010 Remondino lascia la Rai per sopraggiunta età pensionabile.
Negli ultimi anni fonda il blog giornalistico RemoContro, tra i collaboratori del quale figura il suo ex direttore al TG1 Nuccio Fava.

## Opere
- Da Belgrado in diretta telefonica, con Rosanna Cancellieri, Lecce, Manni, 1999. ISBN 88-8176-083-5.
- Ennio Remondino, La televisione va alla guerra: dalla Jugoslavia al Medio Oriente all'Afghanistan, il giornalismo di trincea tra informazione e politica, collana Saggi, RAI ERI, 2002, ISBN 978-88-200-3335-4.
- Ennio Remondino, La televisione va alla guerra: dalla Jugoslavia al Medio Oriente all'Afghanistan, il giornalismo di trincea tra informazione e politica, collana Saggi, RAI ERI, 2002, ISBN 978-88-200-3335-4.
- Ennio Remondino, La televisione va alla guerra, collana Saggi. Dossier, Sperling & Kupfer ; Rai Eri, 2002, ISBN 978-88-200-3335-4.
- Ennio Remondino, Niente di vero sul fronte occidentale: da Omero a Bush, la verità sulle bugie di guerra, collana Il Colibri, Rubbettino, 2009, ISBN 978-88-498-2529-9.